# Anthony Stokes
Pour les articles homonymes, voir Stokes.
Anthony Stokes, né le 25 juillet 1988  à Dublin est un footballeur international irlandais qui évolue au poste d'attaquant.

## Carrière de club

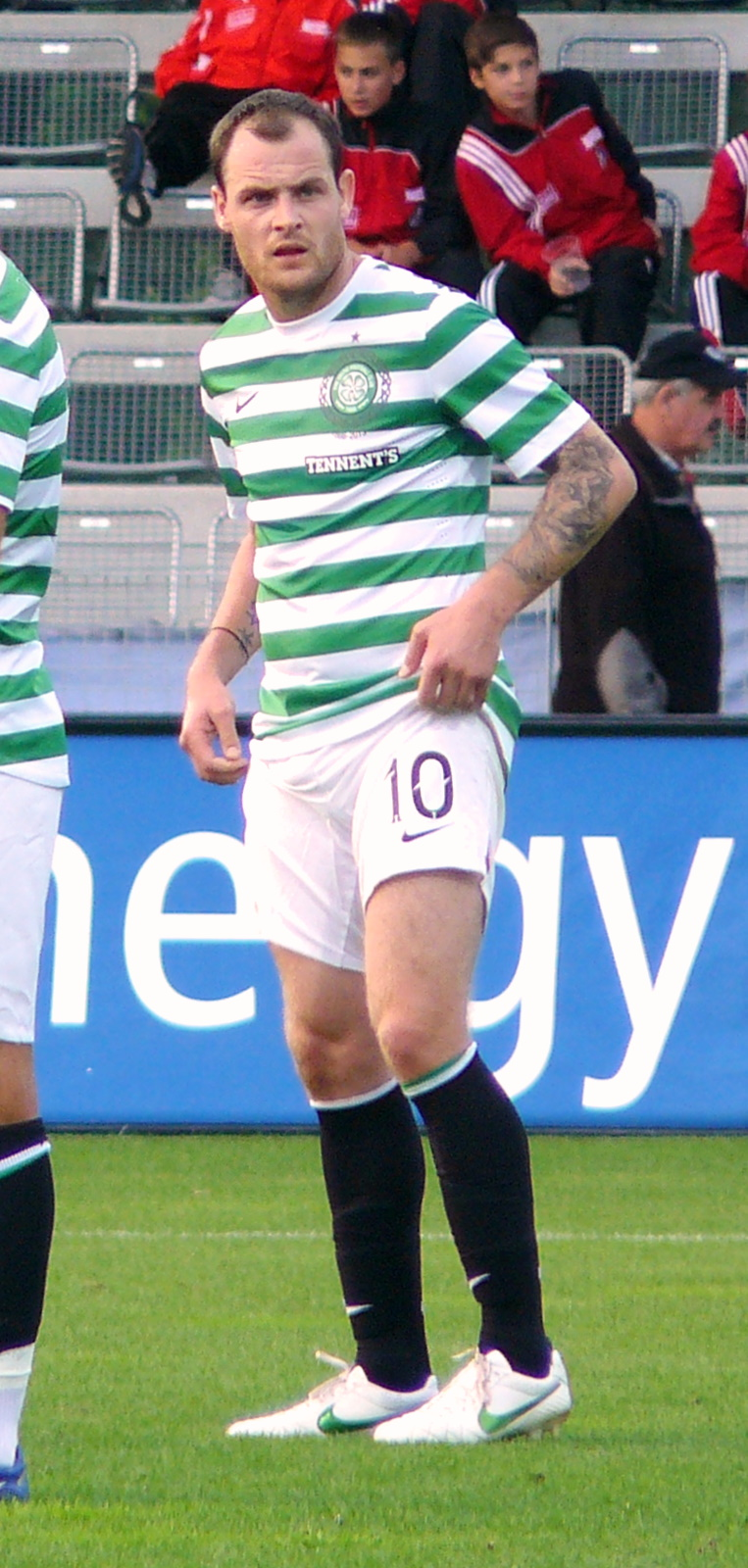
Anthony Stokes en 2012,aux couleurs du Celtic FC.

### Arsenal
Stokes fait ses débuts en équipe première d'Arsenal le 25 octobre 2005, en entrant à la 88e minute d'un match de Coupe de la Ligue contre Sunderland (victoire 3-0). Il s'entraîne à l'été 2006 avec l'équipe de Sunderland en vue d'un prêt. Le manager de Sunderland Niall Quinn ne l'engage cependant pas estimant son effectif suffisamment complet. Il est finalement prêté à Falkirk (Écosse) jusqu'à la fin de l'année 2006.
Il marque son premier but pour Falkirk à Inverness Caledonian Thistle le 19 septembre 2006 au 3e tour de la CIS Cup (1-0). Il marque son premier hat-trick contre Dundee United le 28 octobre (5-1). Il devient le premier joueur du championnat d'Écosse à réaliser le back-to-back en hat-trick en marquant consécutivement deux hat-tricks en compétition.
Ses performances lui permettent d'être désigné meilleur Jeune joueur en octobre et en novembre de la même année.
À la fin de l'année 2006, il atteint le total de 16 buts en 18 matches. Bien qu'annoncé au Celtic Glasgow, il rejoint l'équipe d'Arsenal à la fin de son prêt le 31 décembre.

### L'après Arsenal
Le 8 janvier 2007, Stokes signe en faveur de Sunderland AFC  pour une indemnité de 2,95 millions d'euros. Il reconnaît avoir été fortement influencé dans sa décision par la présence de Roy Keane, ancien international irlandais.
Il débute pour Sunderland le 13 janvier 2007 contre Ipswich (1-0). Il marque son premier but pour Sunderland le 10 février contre l'équipe de Plymouth Argyle après une course de 20 mètres.
En août 2009, il signe un contrat de 3 ans au club écossais de Hibernian FC. Une année plus tard, il signe au Celtic Glasgow pour quatre saisons. Le 19 janvier 2016, il est prêté à Hibernian. À l'issue de la saison 2015-16, il est libéré par Celtic. 
Le 17 juin 2016, il rejoint Blackburn Rovers.
Le 2 août 2017, il rejoint Hibernian, mais le 30 son manager, Neil Lennon, termine son contrat pour raisons disciplinaires.
Le 20 juillet 2018, il rejoint Tractor Sazi, dont l'entraîneur est John Toshack.

## Carrière internationale
Stokes obtient sa première sélection en équipe nationale le 7 février 2007 à l'occasion d'une victoire 2-1 contre l'équipe de Saint-Marin en tant que remplaçant.

## Palmarès
- Celtic FC
  - Vainqueur du Championnat d'Écosse : 2012, 2013, 2014, 2015 et 2016
  - Vainqueur de la Coupe d'Écosse : 2011 et 2013
  - Vainqueur de la Coupe de la Ligue écossaise en 2015.

- Hibernian FC
  - Vainqueur de la Coupe d'Écosse : 2016